# Ашау-им-Кимгау
Ашау-им-Кимгау (нем. Aschau im Chiemgau, бав. Aschau im Cheamgau) — коммуна в Германии, в земле Бавария. 
Подчиняется административному округу Верхняя Бавария. Входит в состав района Розенхайм.  Население составляет 5677 человек (на 31 декабря 2010 года). Занимает площадь 79,61 км².
На территории коммуны располагается замок Хоэнашау.

## Фотографии
- Замок
- Вокзал